# Адольф де Герц
Адольф де Герц (рум. Adolf de Herz, повне ім'я Adolf Edmund George de Herz; 1887—1936) — румунський журналіст і перекладач, драматург і поет.
Деякі його роботи підписані псевдонімами a. d. h., A de H., -h-, H., Dinu Ramură.

## Біографія

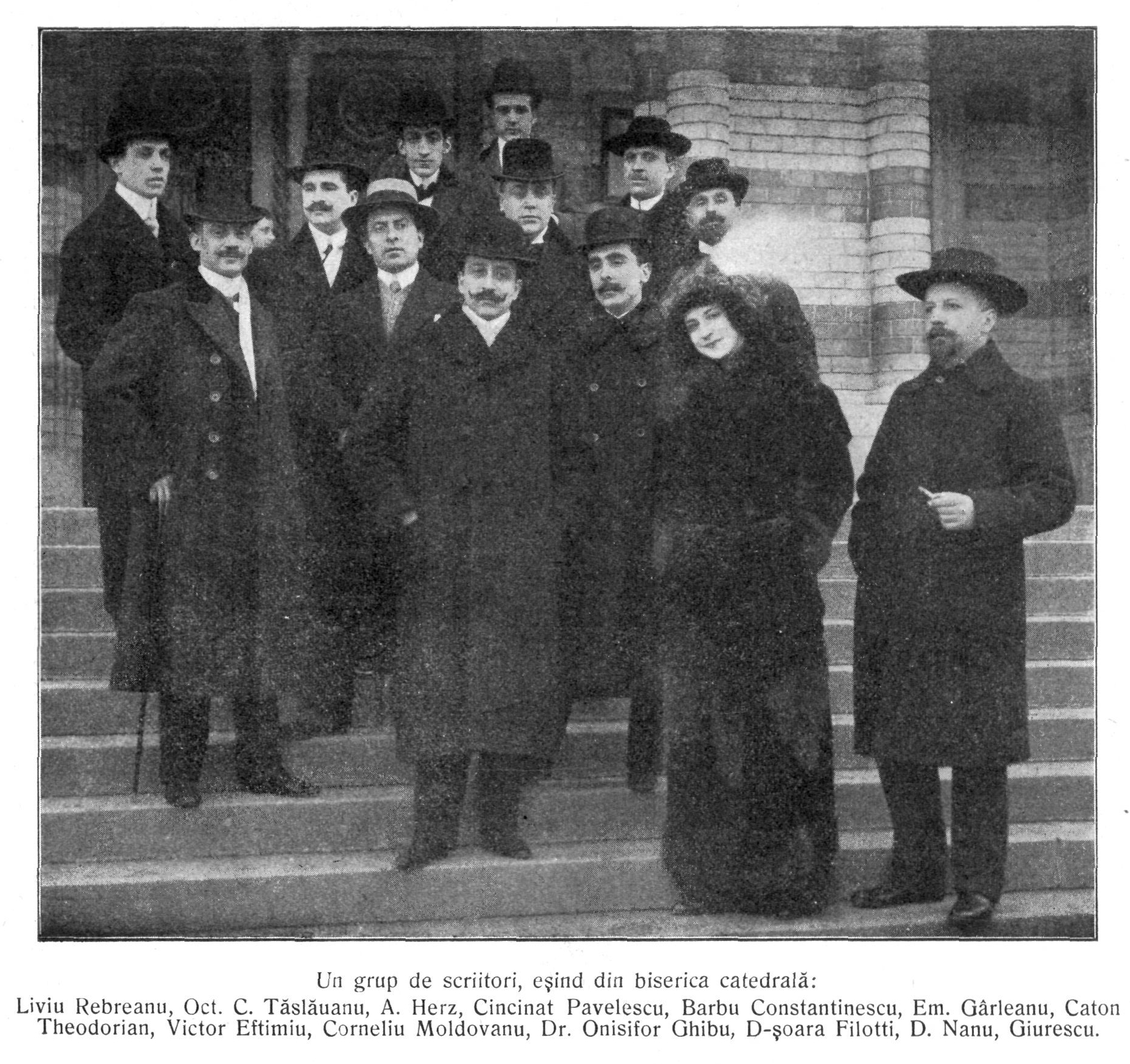
Адольф де Герц з групою румунських письменників

Народився 15 грудня 1887 року в Бухаресті в сім'ї Edgar von Herz і його дружини Mariei Keresteyi, що мають єврейське коріння, пращури яких жили в Австро-Угорщині. Його дід був банкіром і президентом Імператорської залізниці, батько був високопоставленим банківським службовцям і відомий як перекладач румунської літератури.
Спочатку Адольф навчався вдома, отримуючи приватні уроки. Потім відвідував середню школу Георге Лазара (нині Gheorghe Lazăr National College) в рідному місті протягом двох років, після чого був зарахований до військового училища в Яссах. Військова справа йому не подобалося, і Адольф став писати вірші, а також створив драму, використовуючи псевдонім Dinu Ramură.
У 17-річному віці він опублікував роман «De ziua nunții tale-ți scriu», який став дуже популярною літературною працею. У 1907 році він вступив на факультет літератури і філософії Бухарестського університету, де виявив себе старанним студентом, здобув прихильне ставлення професорів, серед яких були Тита Майореску, Михаїл Драгомиреску та Помпіліу Еліаде.
Вірші Герца вперше з'явилися в пресі в 1906 році, в журналі Luceafărul, а потім у журналах Sămănătorul і Vieața Nouă. Перші його драматичні експерименти були натхненні творами румунського драматурга Александра Давіла. Дебютною п'єсою Адольфа де Герца стала «Domnița Ruxandra» 1907 року, за якою в 1908 році була «Floare de nalbă». Його твори відійшли від впливу Давіли і стали нагадувати роботи Хараламба Леккі. Потім пішли інші роботи Герца. Деякі з них були поставлені Національним театром Бухареста. Одночасно він займався і журналістською діяльністю.
Адольф де Герц став одним із засновників Румунського товариства письменників, був літературним секретарем бухарестського Національного театру і головним редактором літературного журналу Făt Frumos. У 1910—1911 роках він відвідав у рамках літературного туру румунські громади Австро-Угорщини, в тому числі Буковину, познайомившись з багатьма письменниками. У квітні 1911 року румунське театральне товариство обрало Герца до свого першого керівного комітету разом з іншими відомими особистостями в галузі літератури і мистецтва. Деякий час в 1914 році Герц і художник Жан Стеріаді видавали свій популярний журнал Ilustrațiunea Română.
Під час першої світової війни Адольф Герц, як і вся Румунія, не міг визначитися між підтримкою союзників або Центральних держав, що позначилося на його творчості. З серпня 1916 року Румунія підтримала союзників, що перервало роботу Герца в музичному театрі. Він більше приділяв уваги журналістиці, познайомився і подружився з починаючим молодим поетом Раду Джиром. Адольф повернувся до своєї діяльності в Бухаресті після окупації його Центральними державами. У червні 1917 року він познайомився з Ліллі Тенесеску (Lilly Tănăsescu) — співачкою оперети, донькою актора Іона Тенесеску (Ion Tănăsescu), на якій одружився в липні місяці. Вона виступала в театрі Габріелеску до народження їхньої першої дитини — дочки Александри Марії (Alexandra Maria). Пізніше в сім'ї народилися два сини — Нону та Кукі.

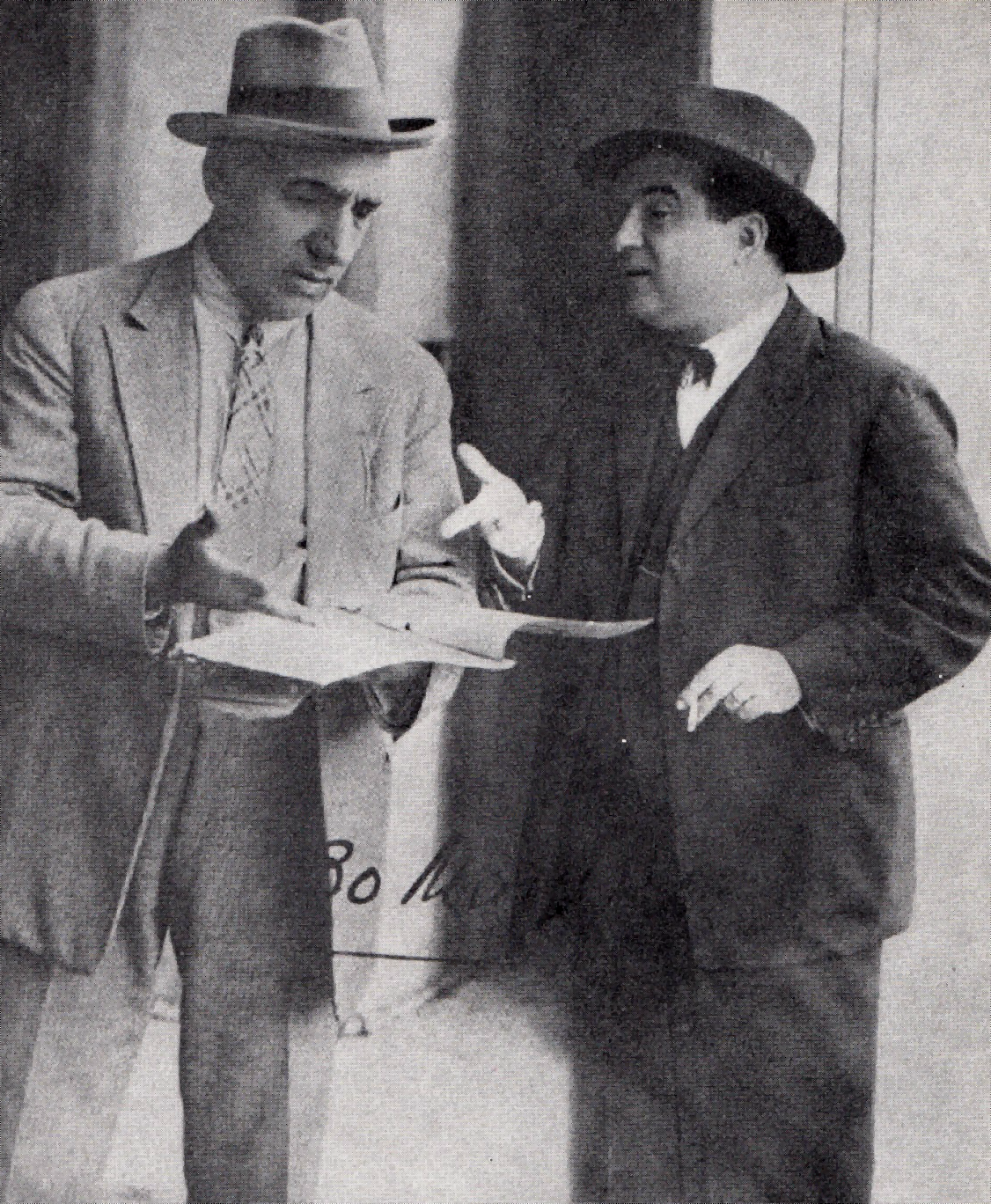
Костянтин Тенасе і Адольф Герц (праворуч), 1925 рік

В середині 1917 року Герц став співробітником журналу Săptămâna Ilustrată. У вересні цього ж року він разом з Лівіу Ребряну взяв участь у церемонії відкриття культурного видання Scena, широко представляв багатьох письменників Румунії. Але саме тут Адольф потрапив під громадську критику і вгруз у різні багаторічні розгляди, що доходили до скандалів.
У 1924 році ім'я Адольфа Герца було включено до чорного списку єврейських журналістів трансільванської преси. У міжвоєнний період він відновив свою діяльність у Великій Румунії, займаючись перекладацькою роботою. З 1920 по 1924 рік випускав «Adevărul Literar şi Artistic», писав у культурницький журнал Gândirea. У 1923 році Герц приєднався до товариства Society of Romanian Dramatic Authors Катона Теодоріана. Повернувся на театральну сцену з різними новими п'єсами. У 1925 році разом з іншими діячами культури був виконавчим директором товариства Filmul Românesc, присвяченого просування румунської кінопродукції. Приблизно в той же час він був головним редактором щоденної газети «Dimineața», працював ведучим на нещодавно відкритій радіокомпанії з серією інтерв'ю з акторами. Зайнятий у Національному театрі Бухареста, він також працював у провінційних театрах. Продовжував роботу перекладачем.
У червні 1930 року Герц став директором Національного театру Крайови. Однак фінансові проблеми, загроза банкрутства і політичні інтриги зрештою призвели до звільнення в 1935 році.
Помер Адольф де Герц 9 березня 1936 року в Крайові від хвороби легенів. Був похований 12 березня поряд з матір'ю на дільниці № 26 кладовища Беллу в Бухаресті.
Після смерті Герца його родина залишилася без засобів до існування, будинок та бібліотека були повернені кредиторам. У травні 1937 року румунська поетеса Клаудіа Мілліан опублікувала заклик до громадських пожертв, щоб допомогти безпритульній вдові та її дітям.

## Вибрані праці
Румунською мовою:
| - Domnița Ruxandra, 1907 - Floare de nalbă, 1908 - Noaptea Învierii, 1909 - Când ochii plâng. A fost odată, 1911 - Păianjenul, 1913 - Bunicul, 1913 - Cuceritorul, 1914 - Sorana, 1916 - Caricatura sub ocupație, 1918 | - Vălul de pe ochi, 1918 - Mărgelu, 1921 - Șeful gării, 1924 - Seară pierdută, 1925 - Aripi frânte, 1925 - Omul de zăpadă, 1927 - Noapte bună, 1928 - Încurcă-lume, 1929 - Om discret și alte povestiri vesele, 1931 |